# 両用即応群

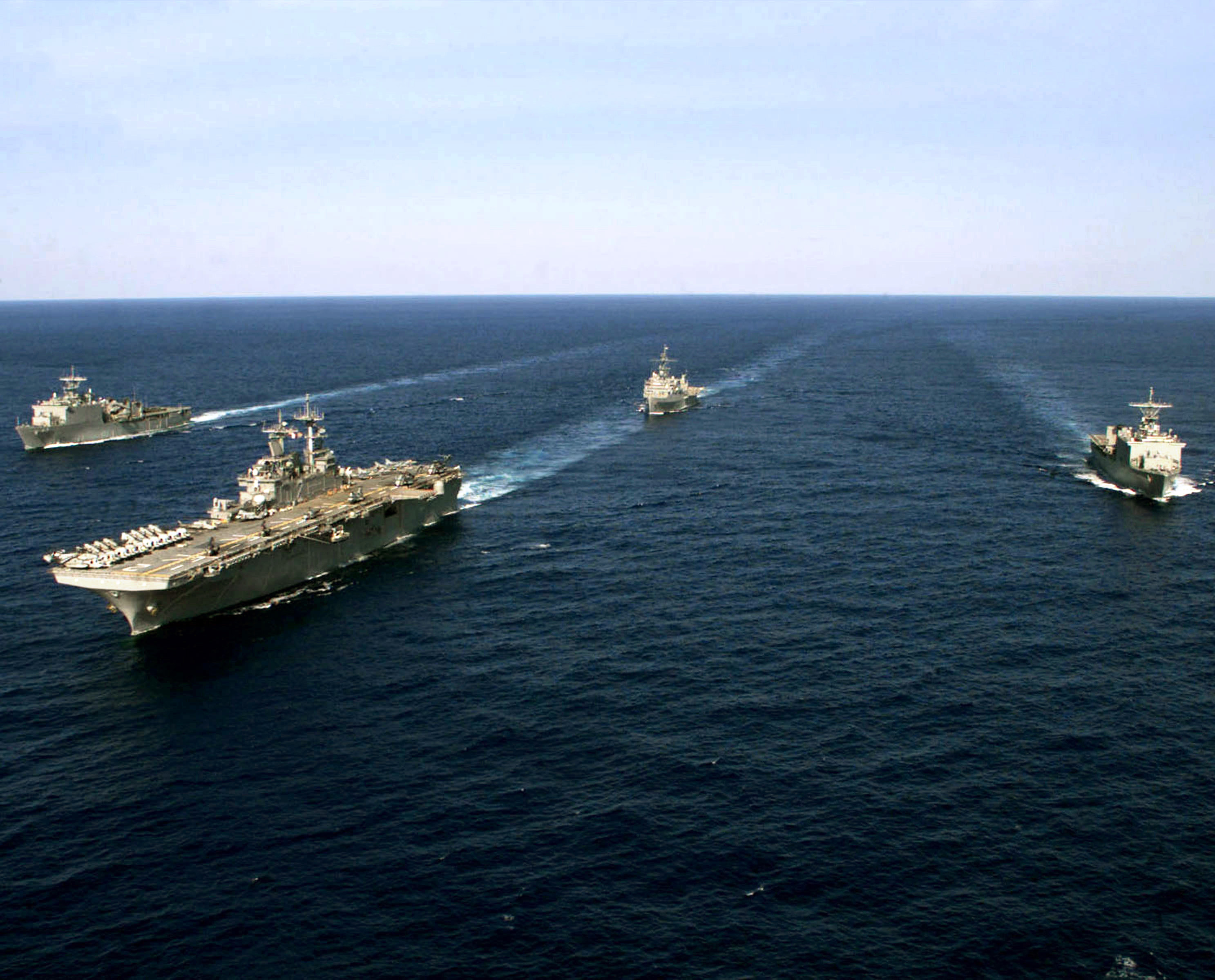
エセックス両用即応群

両用即応群（りょうようそくおうぐん、英語: Amphibious ready group, ARG）はアメリカ海軍の戦闘単位の一つである。アメリカ海兵隊の海兵遠征部隊（MEU）と、これを輸送・揚陸する揚陸艦によって構成され、水陸両用作戦を実施する。

## 来歴
アメリカ海軍の第6艦隊は、地中海におけるアメリカ合衆国のプレゼンスを示すため、1946年より同海域への常時展開を開始した。これはソビエト連邦の進出に対する牽制という性格があったが、そのためには水陸両用作戦の必要性も想定された。第二次世界大戦を通じて、海軍と海兵隊の関係がこれまでになく強化されていたこともあり、1948年からは両用戦部隊も配備されるようになった。
当初は大西洋艦隊海兵軍 (FMFLant) の大隊が戦闘艦に便乗するかたちで配備されていたが、1955年までにその兵力は1,086名から1,700名へと強化され、そして完全編成の大隊上陸チーム（BLT）を輸送・揚陸できるだけの揚陸艦も配備された。このBLTは第2海兵師団から6か月交代で派遣される体制となっていた。また1958年には、第7艦隊にも同様のBLTが配備されるようになり、こちらは第3海兵師団から派遣される体制となった。
1960年代には、このように洋上展開するBLTは特別上陸部隊（Special landing force, SLF）と称されるようになっていた。そして後に、これを発展させて編成されたのが両用即応群（ARG）である。

## 編制
ARGは、海兵隊の戦闘部隊である海兵遠征部隊（MEU）と、海軍の揚陸艦による水陸両用戦隊 (PHIBRON) とを組み合わせて編成される。指揮系統としては、PHIBRON指揮官（海軍大佐）とMEU指揮官（海兵隊大佐）が同格で、「水陸両用作戦に関する統合ドクトリン」に基づき、上級指揮官からの指示がない限りは両者で協議して指揮していた。
MEUは、1個歩兵大隊に砲兵中隊や軽装甲偵察中隊などを編入した大隊上陸チーム（BLT）を地上戦闘部隊（Ground combat element, GCE）として、これを輸送・支援するための航空戦闘部隊（Aviation combat element, ACE）、およびこれらのための後方支援部隊（Logistics combat element, LCE）などから構成される、2,300名規模の海兵空地任務部隊（MAGTF）である。
1991年の湾岸戦争の際に、下記の太平洋艦隊のARG-Aも第13MEUを乗艦させて出動したが、この際に同部隊が擁していた揚陸艦は、ヘリコプター揚陸艦（LPH-3）とドック型輸送揚陸艦（LPD-5）、ドック型揚陸艦（LSD-43）と貨物揚陸艦（LKA-114）、戦車揚陸艦（LST-1186）が各1隻であった。その後、揚陸艦1隻あたりの能力向上と省力化の要請により、PHIBRONを構成する艦は、強襲揚陸艦（LHAまたはLHD）、ドック型輸送揚陸艦（LPD）、ドック型揚陸艦（LSD; ホイッドビー・アイランド級またはハーパーズ・フェリー級）各1隻のみに削減された。

## 運用史
1970年代の時点で、統合参謀本部（JCS）は、平時には西太平洋に2個、地中海に1個、カリブ海に1個のARGを展開する方針としていた。しかし強襲揚陸艦やヘリコプターの不足のために、70年代中盤には、西太平洋のARGのうち1個とカリブ海のARGは、MAUではなくBLTを乗艦させて、部隊固有の航空戦力を持たないようになっていた。
冷戦終結後にも、太平洋と地中海に1個ずつのARGを洋上待機状態とする体制は維持された。また太平洋では、洋上待機状態にあるARG（ARG-A）に加えて、佐世保基地に配備された艦艇と第31海兵遠征部隊によってARG-Bを編成しており、こちらは予備・補助的位置付けとして訓練・演習や小規模任務への対応にあたっていた。
しかしARGは揚陸艦と海兵隊のみによる部隊であるため、海兵隊への火力支援や対水上打撃能力を欠くという問題があった。必要に応じて空母戦闘群（CVBG）の援護を受ける想定ではあったものの、特に冷戦後には低強度紛争や戦争以外の軍事作戦が多発するようになったため、いちいちARGとCVBGをあわせて派遣するよりは、ARGを中核として戦闘艦を随伴させるほうが効率的であると考えられるようになった。これに応じて、従来のARGの編制を元に、水上戦闘艦3隻からなる水上戦闘群（SAG）、そして攻撃型原子力潜水艦（SSN）を加えた遠征打撃群（ESG）の編制が採択され、2003年より配備を開始した。